# NGC 101
Az NGC 101 egy spirálgalaxis az Sculptor (Szobrász) csillagképben.

## Felfedezése
Az NGC 101 galaxist John Herschel fedezte fel 1834. szeptember 25-én.

## Tudományos adatok
A galaxis 3383 km/s sebességgel távolodik tőlünk.